# پلتفرم استوارت

حرکت مکانیزم استوارت

مکانیزم استوارت یک ربات موازی شامل دو جسم صلب است: یک سکوی متحرک و یک بستر پایه که موقعیت و جهت بستر پایه ثابت بوده و موقعیت و جهت سکوی متحرک با تغییر طول بازوها تغییر می‌نماید. این دو جسم با شش بازو به یکدیگر متصل هستند که این اتصالات می‌توانند مفصل کروی یا یونیورسال باشند. به صورت کلی برای یک مجموعه طول داده شده برای بازوها، موقعیت و جهت سکوی متحرک قابل تعیین است. در دو دههٔ گذشته مکانیزم استوارت موضوع اصلی بسیاری از متون مربوط به ربات‌های موازی بوده است و در رشته‌های مختلف مهندسی کاربرد داشته است. مهم‌ترین مزیت مکانیزم استوارت در مقایسه با مکانیزم‌های سریال، سفتی ذاتی و نسبت بالای بار به وزن آن است.

## تعریف مکانیزم استوارت

طرحی از یک مکانیزم استوارت

آنچه امروزه به عنوان مکانیزم استوارت تعمیم یافته شناخته می‌شود، شامل دو جسم صلب است که با شش بازو با مفاصل کروی در دو طرف یا کروی در یک طرف و مفصل دو محوره در طرف دیگر، به یکدیگر متصل هستند.
به‌طور عمومی یک مکانیزم استوارت تعمیم یافته شامل دو جسم صلب است که با شش قید هندسی به یکدیگر متصل شده‌اند. یکی از این اجسام صلب پایه خوانده می‌شود و ثابت است و جسم صلب دیگر سکوی متحرک خوانده شده و از روی مقادیر شش قید قابل جانمایی است؛ لذا مکانیزم استوارت تعمیم یافته را می‌توان در چهار کلاس زیر دسته‌بندی کرد:
۳D3A: سه قید طولی و سه قید زاویه‌ای
۴D2A: چهار قید طولی و دو قید زاویه‌ای
۵D1A: پنج قید طولی و یک قید زاویه‌ای
۶D: شش قید طولی
قابل ذکر است که نمی‌توان بیش از سه قید زاویه‌ای در نظر گرفت زیرا هر جسم صلب حداکثر می‌تواند سه قید زاویه‌ای داشته باشد تا جهتش تعیین گردد. تعداد ۱۱۲۰ نوع مکانیزم گو-استوارت از کلاس ۳D3A، ۱۲۶۰ نوع از کلاس ۴D2A، ۱۰۰۸ نوع از کلاس ۵D1A و ۴۶۲ نوع از کلاس ۶D می‌توان طراحی نمود. در کل ۳۸۵۰ نوع مختلف مکانیزم استوارت وجود دارد.

## تاریخچه
سکوی اولیهٔ طراحی شده توسط آقای استوارت شامل یک سکوی مثلثی شکل بوده است که به وسیلهٔ مفاصل کروی روی سه بازو نگه‌داری می‌شد. این سه بازو دارای قابلیت تنظیم طول و ارتفاع زاویه‌ای بوده که به وسیلهٔ مفصل‌های دو محوره (مفصل یونیورسال) به زمین متصل می‌شدند. پس از آن، گو پیشنهاد نمود از شش عملگر خطی به صورت موازی استفاده شود و سکو را به یک مکانیزم کاملاً موازی تبدیل نمود. بعدها Hunt پیشنهاد استفاده از مکانیزم‌های موازی تحریک شده مثل شبیه‌ساز پرواز استوارت را به عنوان ربات‌های کنترل‌شونده داد.
اگرچه گو (Gough) اولین کسی بود که یک نمونهٔ کارآمد ربات موازی را طراحی کرد، اما هگزاپدها پیش از آن نیز مشهور بودند. سیستم‌هایی از این نوع تحت نام (MAST:Multi Simulation Shake Table) با پایه‌های عمود، در کاربردهای تست ارتعاشات و زلزله به کار گرفته می‌شدند.
اما استفاده از این نوع مکانیزم‌ها تنها وقتی اولین شبیه‌ساز پرواز ساخته شد، فراگیر شد. در سال ۱۹۶۰، با توسعهٔ صنعت هوافضا و افزایش هزینهٔ آموزش خلبان‌ها و نیز نیاز به تست قطعات قبل از پرواز، محققان بر آن شدند تا مکانیزمی با چندین درجه آزادی برای شبیه‌سازی بارها و دینامیک‌های سنگین (مثل کل کابین خلبان یک هواپیما) طراحی کنند.
در سال ۱۹۶۵، استوارت پیشنهاد کرد شبیه‌ساز باید با مکانیزمی که در شکل ۴ نشان داده شده است، نصب گردد. اگرچه مقالهٔ استوارت در توسعهٔ شبیه‌سازهای پرواز مفید بود ولی بعدها مهندسی از مؤسسهٔ فرانکلین (Franklin Institute) به نام کلاس کاپل (Klaus Cappel) مأموریتی برای بهبود MASTهای موجود دریافت کرد و به یک ساختار شش پایه‌ای شبیه گو رسید. این دستگاه در سال ۱۹۶۷به عنوان اختراع ثبت شد. بعدها حقوق این اختراع توسط CAE که یک کمپانی پیشرو در شبیه‌سازی پرواز بود نقض شد اما در نهایت وکلای مؤسسهٔ فرانکلین موفق بودند.

## مزایا و معایب
مکانیزم استوارت به دلیل ویژگی‌های منحصربه‌فرد خود کاربردهای بسیار متنوعی در صنعت پیدا کرده است. از جمله این مزایا می‌توان به موارد زیر اشاره کرد:
- زیاد بودن نسبت جرم بار به جرم مکانیزم: در مکانیزم‌های مرسوم سریال، نسبت بار قابل حمل مکانیزم به جرم خود مکانیزم حداکثر تا ۰٫۳ می‌رسد، در حالی که این نسبت در مکانیزم استوارت می‌تواند تا ۲٫۵ افزایش پیدا کند. این یکی از مزایایی است که منجر به کاربردهایی مانند شبیه‌سازی پرواز برای مکانیزم استوارت شده است.[۴]
- حذف هرگونه نقطه قفل در فضای کاری: نقطه قفل یا تکینگی سینماتیکی به نقطه‌ای در فضای کاری ربات گفته می‌شود که در آن نقطه، ربات یک یا چند درجه آزادی از دست می‌دهد. وجود چنین نقاطی که در آن‌ها دترمینان ماتریس ژاکوبین ربات صفر می‌شود، به شدت موجب محدود شدن عملکرد ربات می‌شود. وجود این نقاط در فضای کاری مکانیزم‌های سریال امری عادی است در حالی که در مکانیزم استوارت نقطه قفل در فضای کاری وجود ندارد و مکانیزم در فضای کاری خود هرگز قفل نمی‌شود و ماتریس ژاکوبین آن همواره برابر ماتریس همانی است.
- استحکام بالا در برابر بارهای خارجی: از مهم‌ترین ویژگی‌های این مکانیزم، استحکام بالای آن در برابر بارهای خارجی و عوامل ناخواسته مانند نیروی باد است. این ویژگی به دلیل ساختار هندسی موازی مکانیزم ایجاد می‌شود.
- کاهش هزینه نگهداری و تعمیرات: در مکانیزم استوارت به دلیل دسترسی آسان به همه قسمت‌های مکانیزم و نیز یکسان بودن کلیه قطعات و المان‌های مصرفی، هزینه نگهداری و تعمیرات نسبت مکانیزم‌های هم کلاس دیگر کاهش می‌یابد.
- دست یابی به دقت‌های بالا: در مکانیزم‌های سریال، به دلیل اینکه هر لینک ربات پس از لینک دیگر آن و به صورت سری قرار دارد، خطای موقعیت دهی هر لینک با خطای تمامی لینک‌های قبل از آن جمع می‌شود. به عبارت دیگر، خطای مطلق موقعیت دهی پنجه انتهایی ربات برابر مجموع خطاهای تمامی لینک‌ها می‌باشد. در حالی که در مکانیزم استوارت به دلیل موازی بودن عملگرها، خطای هر عملگر با عملگرهای دیگر جمع نمی‌شود. به علاوه، خطای ناشی از تغییر شکل و خمش عملگرها بسیار کمتر است؛ بنابراین، با فرض دقت یکسان در عملگرهای مکانیزم‌های سریال و استوارت، در مکانیزم استوارت می‌توان به دقت عملکرد بهتری دست یافت. این به معنای کاهش نسبت هزینه به دقت عملکرد می‌باشد که برای تصمیم‌گیری در خصوص انتخاب مکانیزم استوارت برای به‌کارگیری مورد نیاز است.
- عدم نیاز به اسلیپ رینگ و کابل کشی پیچیده: در مکانیزم‌های سریال، با حرکت مکانیزم، کابل‌هایی که محموله ربات را به زمین متصل می‌کنند تابیده می‌شوند. برای جلوگیری از این اتفاق از واسط‌هایی به نام اسلیپ رینگ برای حفظ اتصال الکتریکی کابل‌ها استفاده می‌شود که این خود باعث بروز مشکلاتی از قبیل افزایش تلفات یا قطعی می‌شود. در مکانیزم استوارت، هر چند که انتهای مکانیزم می‌تواند بدون هیچ محدودیتی دوران کند، ولی می‌توان با عبور دادن کابل‌های محموله از وسط صفحه بالایی مکانیزم، مانع تابیده شدن آن‌ها شد که این خود موجب ساده شدن کابل کشی و در نتیجه کاهش هزینه‌ها می‌شود.

## کاربردها

### شبیه‌سازها

شبیه‌ساز پرواز با استفاده از مکانیزم استوارت، محصول شرکت CEA

از مهم‌ترین و موفق‌ترین کاربردهای مکانیزم استوارت می‌توان به کاربرد آن در انواع مختلف شبیه‌سازها اشاره کرد. در واقع استوارت نیز اولین پیشنهاد خود را به منظور به‌کارگیری در فرایند شبیه‌سازی پرواز ارائه داد. پس از اولین پیشنهاد وی، شرکت‌های مختلفی از سکوی استوارت در انواع مختلف شبیه‌ساز از جمله شبیه‌سازهای پرواز، خودرو و انواع شناورها استفاده کردند.
در شبیه‌سازی پرواز، کل کابین خلبان به صورت واقعی بر روی مکانیزم استوارت قرار داده می‌شود و شتاب‌ها و بارهایی که در یک پرواز واقعی بر خلبان وارد می‌شود، در این فرایند شبیه‌سازی از طرف مکانیزم به کابین و در نتیجه به خلبان وارد می‌شود. انتقال حس پرواز واقعی به خلبان و شبیه‌سازی شرایط پرواز واقعی برای وی موجب تسهیل فرایند آموزش و تقویت مهارت‌های خلبان می‌شود. همچنین با به‌کارگیری تکنیک‌های نرم‌افزاری و گرافیکی می‌توان محیط واقعی را از جنبه‌های بصری و صوتی نیز برای خلبان شبیه‌سازی کرد. از جمله شرکت‌هایی که از مکانیزم استوارت برای شبیه‌سازی پرواز استفاده کرده‌اند می‌توان به شرکت کانادایی CAE، شرکت آمریکایی Frasca و شرکت هواپیمایی لوفت هانزا اشاره کرد.

### مکانیزم‌های نشانه روی
از مکانیزم استوارت می‌توان برای موقعیت دهی و تنظیم جهت‌گیری محموله‌ای که بر روی آن قرار دارد استفاده نمود. این محموله می‌تواند یک آنتن باشد که برای دریافت سیگنال‌های صادره از یک ماهواره نزدیک زمین می‌بایست آن را تعقیب کند یا یک دوربین که برای مشاهده یک هدف متحرک بایستی حرکت همواری داشته باشد. در انواع رادارها نیز برای اسکن کامل فضای اطراف می‌توان از این مکانیزم بهره‌برداری کرد.

### ربات‌های کمک جراح
استفاده از سامانه‌ای رباتیکی به منظور استفاده در فرایندهای پزشکی و جراحی مدت‌هاست که مورد توجه تیم‌های تحقیقاتی مختلفی در سراسر جهان قرار دارد. این ربات‌ها می‌توانند به عنوان جراح یا کمک جراح در اعمال جراحی پیچیده مورد استفاده قرار گیرند. مکانیزم استوارت به عنوان واسط نگهدارنده و هدایت‌کننده ابزار جراحی می‌تواند مورد استفاده قرار گیرد. همچنین می‌توان به قرار دادن آن بر روی یک مکانیزم سریال، محدوده حرکتی آن را افزایش داد.

### سیستم‌های ماشینکاری چند محوره
از جمله کاربردهایی مکانیزم استوارت، می‌توان به به‌کارگیری آن به عنوان نگهدارنده ابزار یا قطعه در فرایندهای ماشینکاری دقیق اشاره نمود. در این کاربردها، ابزار ماشینکاری با استفاده از یک مکانیزم استوارت به قطعه کار نزدیک شده و با جهت‌گیری کنترل شده‌ای که توسط مکانیزم اعمال می‌شود، فرایند ماشینکاری دقیق صورت گرفته و ایجاد منحنی‌های پیچیده بر روی قطعه کار امکان‌پذیر می‌شود.